# Болдиновка
Болдиновка — хутор в Зерноградском районе Ростовской области России.
Входит в состав Гуляй-Борисовского сельского поселения.

## География
На хуторе имеются две улицы: Звездная и Пушкина.

## Население
| 2010 |
| ---- |
| 370  |